# Acacia amblygona
Acacia amblygona är en ärtväxtart som beskrevs av George Bentham. Acacia amblygona ingår i släktet akacior, och familjen ärtväxter. Inga underarter finns listade i Catalogue of Life.